# Grand Ravine British Cemetery
Le Grand Ravine British Cemetery    est un cimetière militaire britannique de la Première Guerre mondiale, situé sur le territoire de la commune d'Havrincourt, dans le département du Pas-de-Calais, à l'est d'Arras.

## Localisation
Ce cimetière est situé en pleine campagne, à 800 mètres au sud-est du village. Depuis le chemin agricole, il est accessible par un sentier gazonné d'une vingtaine de mètres.

## Histoire

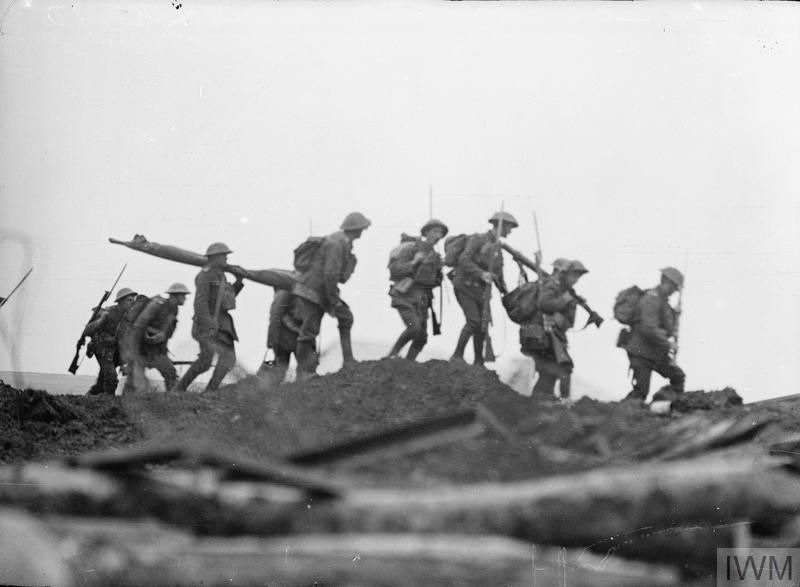
Soldats britanniques avançant sur la deuxième ligne allemande, près de Havrincourt, capturée par la 62è division le 20 novembre 1917. © IWM (Q 3174).

Le village d'Havrincourt est occupé par les troupes allemandes dès fin août 1914. Le 20 novembre 1917, les troupes du Commonwealth lancent la bataille de Cambrai en vue de reconquérir le secteur. Le village est pris dès le 21 novembre. 
Il sera de nouveau perdu fin mars 1918 lors de l'offensive du Printemps de l'armée allemande, puis repris définitivement en septembre suivant lors de la bataille d'Havrincourt par le 62e Division .

Le cimetière britannique de Grand Ravine comprend trois rangées de tombes. Une rangée  fut aménagée par l'officier des inhumations de la 62è division en décembre 1917décembre 1917, et les autres rangées octobre 1918. 
Le cimetière abrite 139 sépultures de soldats britanniques, dont 11 non identifiés. 
.

## Caractéristiques
Ce cimetière a un plan rectangulaire de 20 × 15 m ; il est  entièrement clos d'un muret de briques. Le cimetière a été conçu par l'architecte britannique Noel Ackroyd Rew  (d).

## Galerie

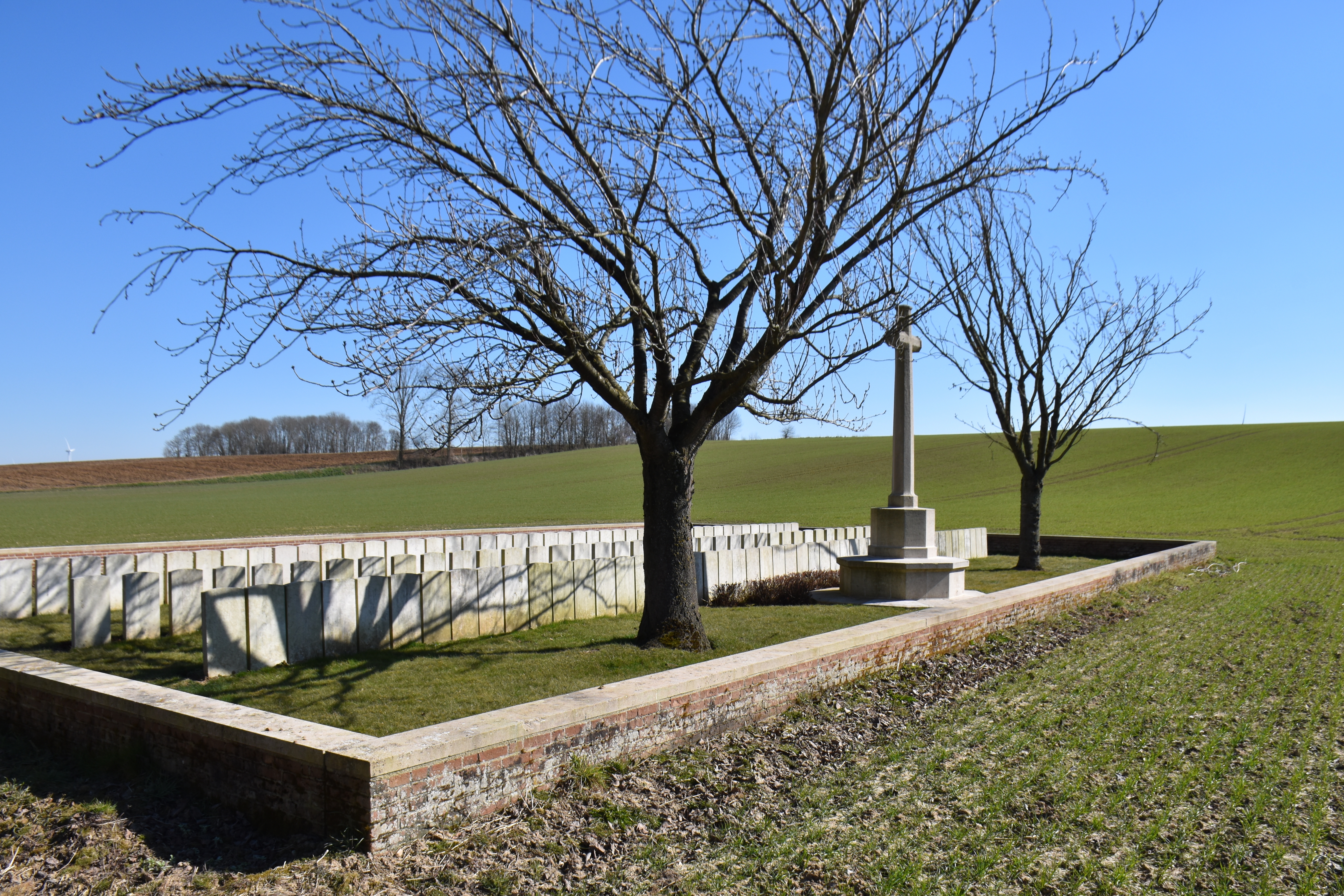
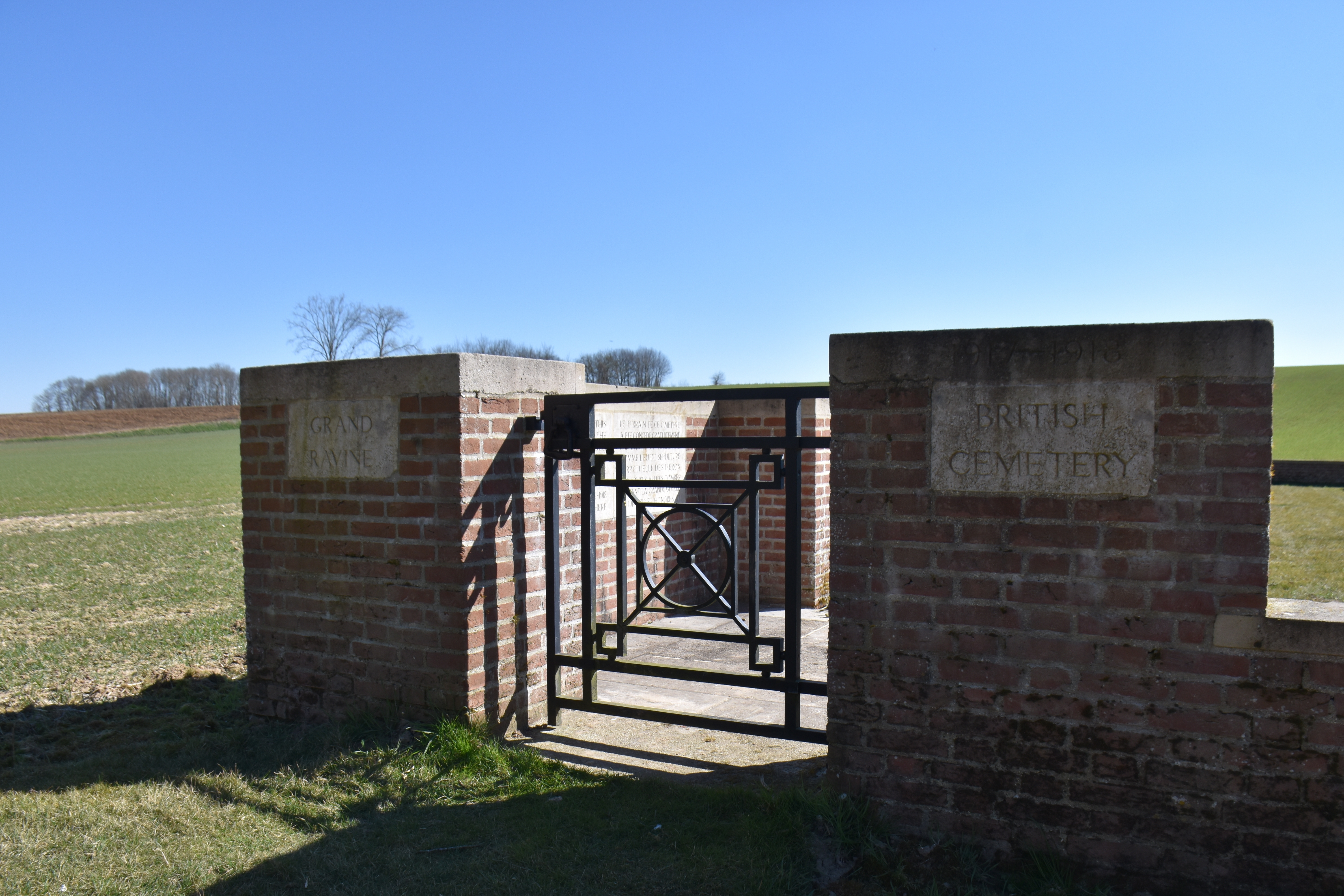
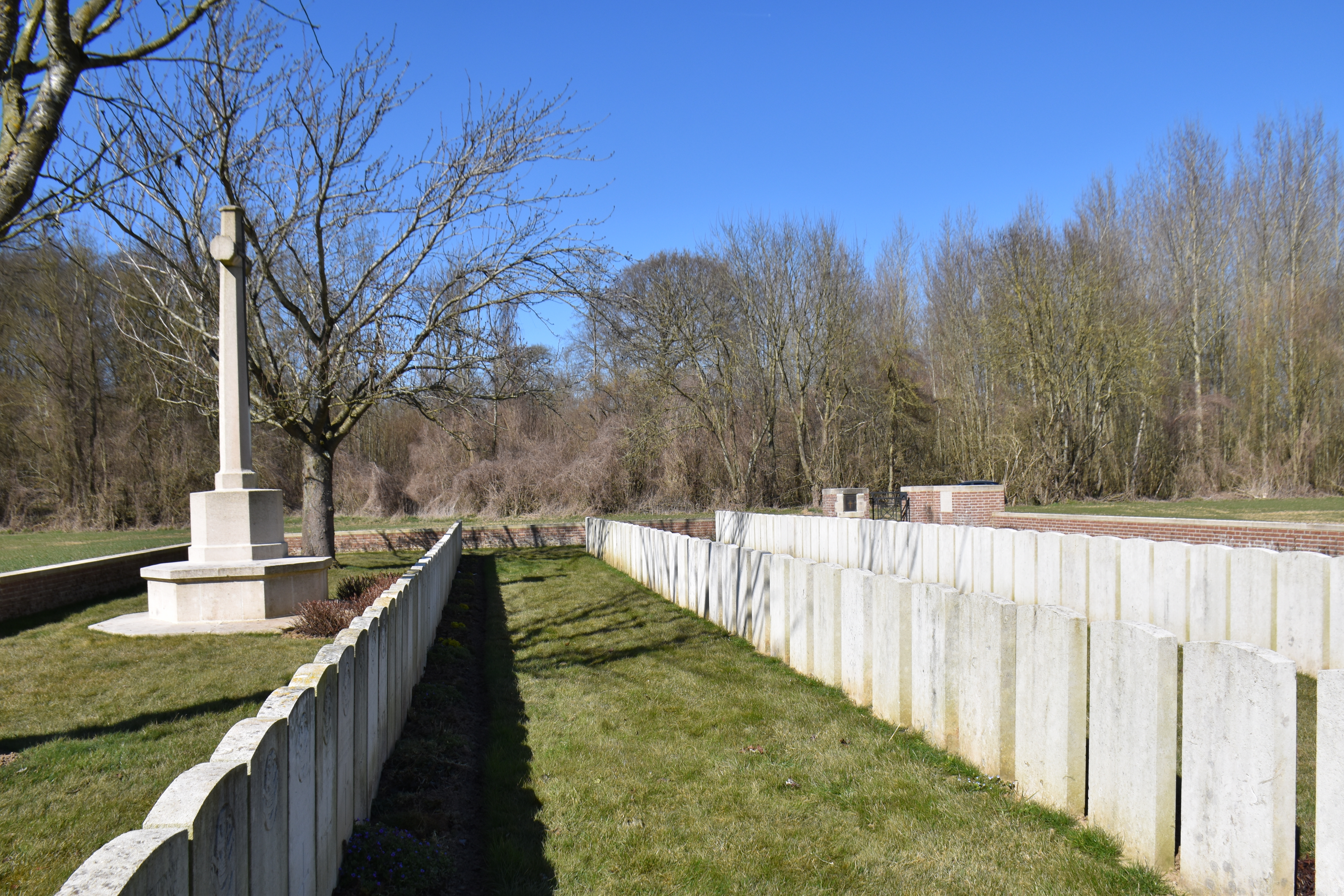
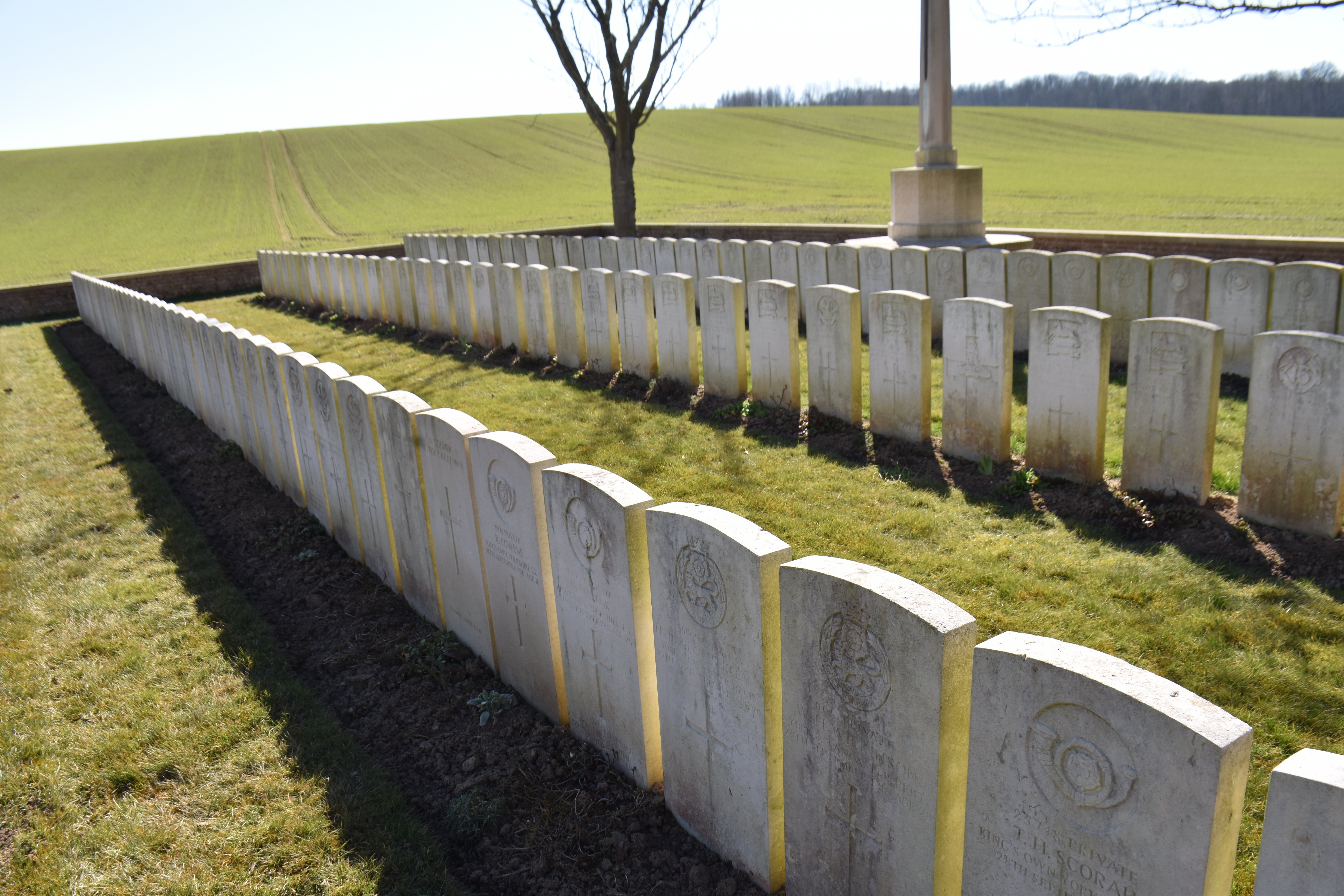
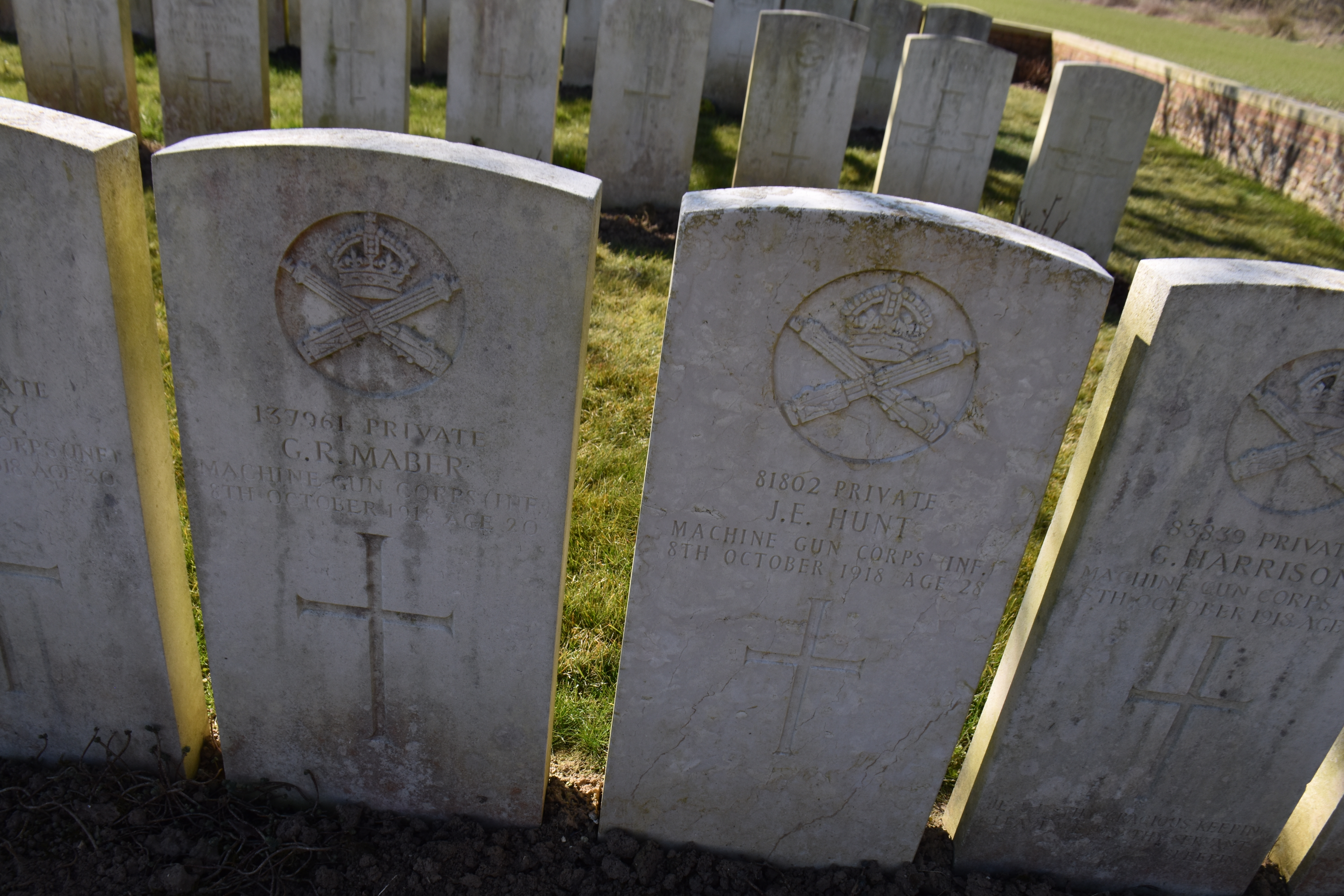
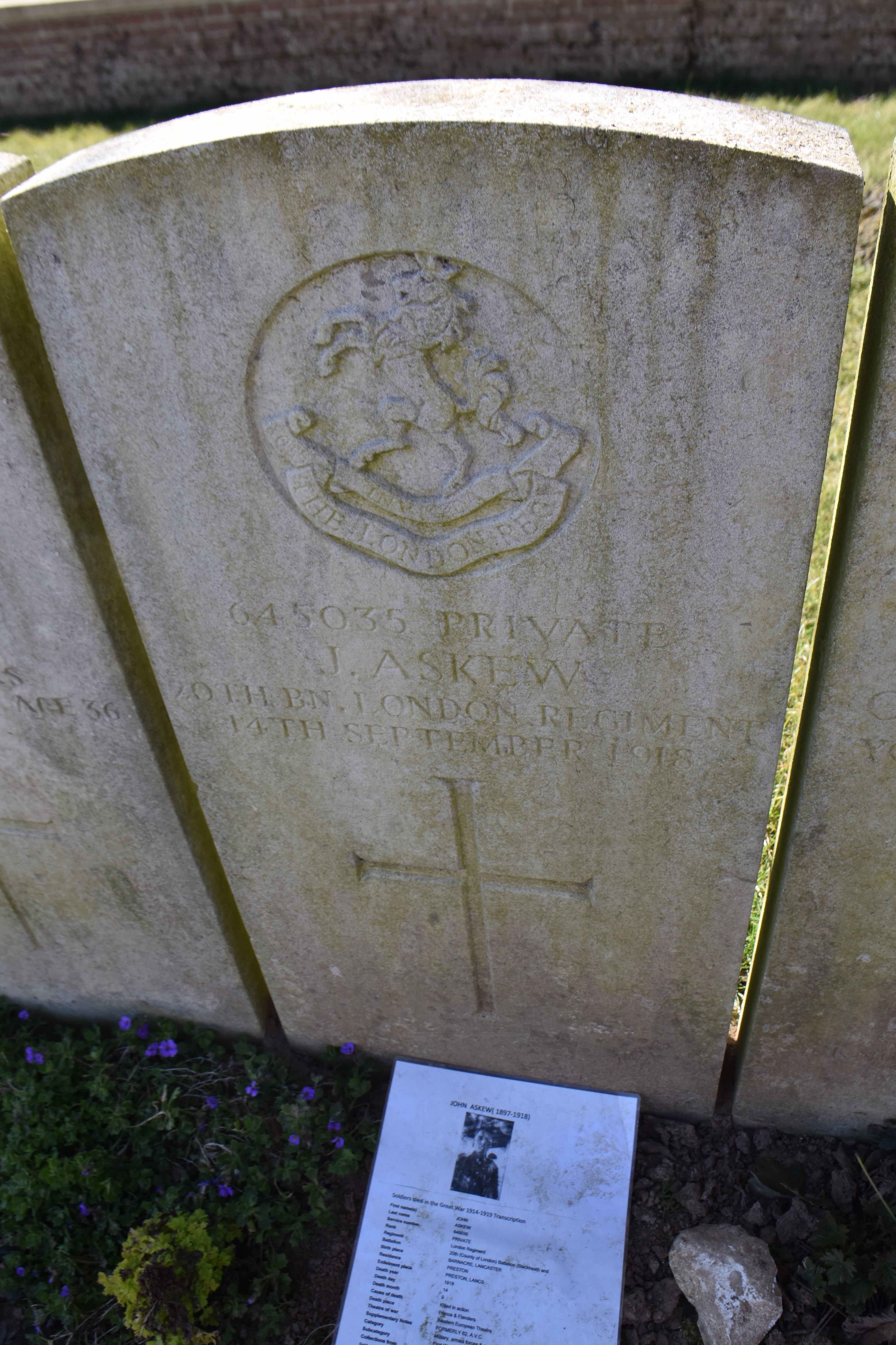

## Sépultures
| Pays        | Sépultures |
| ----------- | ---------- |
| Royaume-Uni | 139        |

## Pour approfondir